# 习酒
习酒是原产于中国遵义市习水县习酒镇所产的大曲酱香型白酒。1998年酒厂并入贵州茅台集团，2022年7月茅台集团不再实际控制习酒，转为贵州省人民政府国有资产监督管理委员会的直属企业。

## 历史
习酒源于1952年仁怀县政府购入的一个私人酒坊后，所产的酱香型白酒“贵州回沙郎酒”，但酒厂随其所在地回龙区于1965年11月一起划归习水县，并于十年后改称贵州习水曲酒厂。大跃进至文化大革命期间为扩大茅台生产而推行茅台异地生产试验时，酒厂被选作试点。虽酒厂在1977年就开发出采用茅台生产工艺的酱香型白酒，但至1983年才投产，取代了贵州回沙郎酒。
由于两地气候、地理和地质稍微不同，即使采用完全相同的生产工艺，而且同属酱香型，产品口感仍不完全一样，是最接近茅台酒口感的酱香酒，因产于习水而命名为习酒。习酒为少数异地茅台生产实验中最成功的酱香型白酒。现习酒集团产品有习酒窖藏系列，君品习酒等为主，由时任董事长张德芹策划推出，产品线也走向高端化。
1998年10月，茅台集团兼并习水曲酒厂，后改制为贵州茅台酒厂（集团）习酒有限责任公司。在兼并时，习水曲酒厂是一个濒临破产的地方酒厂，经过茅台集团的支持后成为中国大陆主要白酒品牌。2022年7月12日，茅台集团公告称，将所持习酒公司的82%股权无偿划转贵州省人民政府国有资产监督管理委员会持有，并更名为“贵州习酒投资控股集团有限责任公司”，成为贵州省国资委的直属企业。有报道指出，习酒脱离茅台集团管理的目的是准备在证券市场上市。在2012年，茅台集团曾提出习酒计划在港交所上市，后因与茅台存在同业竞争，又于2014年再次传出上市，但未能实现。

## 习水大曲
习水大曲为同一酒厂的另一款产品：贵州回沙郎酒为酱香型白酒，受酿造工艺限制产量不高，为扩大生产，酒厂于1965年开始研制浓香型白酒，次年投产时酒厂因文革爆发而改名为“红卫酒厂”，这款浓香型白酒也依酒厂之名而被称为“红卫大曲”；1971年改称“红卫牌”习水大曲，习水大曲之名自此沿用至今。1998年贵州茅台酒厂（集团）公司完成并购习水酒厂后，习水大曲为其主要的浓香型白酒产品之一。

## 轶事
2012年习近平担任中共中央总书记后，习酒因与习近平同姓，有流传“十八大后喝习酒”的说法，亦有流传“跟党走喝习酒”的说法，还有流传品酒者的说法称“习酒”的风味与习近平的风格接近。自当年起，习酒开始在中国大陆开展市场促销活动，并投放大量平面广告，同时在中国中央电视台黄金段播出广告。